# Uncut (časopis)
Uncut je anglický hudební časopis, jehož vlastníkem je společnost Time Inc. UK. Je vydávám měsíčně a sídlem redakce je Londýn. První vydání bylo publikováno v květnu roku 1997 a jeho původním editorem byl Allan Jones, dřívější zaměstnanec magazínu Melody Maker. Pod názvem Uncut Legends rovněž vyšlo několik vydání věnovaných pouze jednomu umělci, například Bobu Dylanovi, Bruce Springsteenovi, Kurtu Cobainovi nebo kapele Radiohead. Počínaje rokem 2008 časopis uděluje také svá ocenění, která získal například Paul Weller.